# Divisió de Jalandhar
La divisió de Jalandhar (Jullundur) és una entitat administrativa del Panjab (Índia) i abans del Panjab sota govern britànic. Estava formada inicialment (1846) per tres districtes segons consta a la Gaceta Imperial del 1885:
- Districte de Jalandhar
- Districte d'Hoshiarpur
- Districte de Kangra

Després (abans del 1901) es van afegir dos districtes més:
- Districte de Ludhiana
- Districte de Firozpur (Districte de Ferozepore)

La superfície era de 32.559 km² (50.271 km² el 1901) i estava formada per 31 ciutats el 1881 i 37 el 1901, i 3951 pobles el 1881 i 6415 el 1901, amb una població el 1881 de 2.421.781 habitants (que hagueren estar 3.787.945 amb els límits de 1901) i el 1901 de 4.306.662 persones. La capital era la ciutat de Jalandhar, la més gran amb 67.735 el 1901, seguida de Ferozepore (Firozpur) amb 49.341, i Ludhiana amb 48.649.
Dins la divisió van quedar inclosos cinc estats natius:
- Kapurthala
- Mandi
- Maler Kotla
- Suket
- Faridkot

La divisió correpondia aproximadament a l'antic regne de Trigartta. A la primera guerra sikh es van lliurar a la divisió batalles a Mudki, Ferozeshah, Aliwal i Sobraon (1845).
El 1947 el districte d'Amritsar i el districte de Gurdaspur, que pertanyien a la divisió de Lahore, li foren agregats. El 1956 li fou agregat el districte de Kapurthala, quan el PEPSU fou unit al Panjab (1 de novembre de 1956). El 1947 li fou agregat el districte de Firozpur que el [1973] va formar divisió separada amb dos districtes més. El districte de Nawanshahr va formar part de la divisió d'ençà que es va formar el setembre de 1997 per partició del districte de Jalandhar.

## Llista de comissionats
- 1. 	Sir John Lawrence 	1846-49
- 2. 	Tt. Col. H.Mackeson, C.B. 	1849-1850
- 3. 	D.F. MacLeod 	1850-1851
- 4. 	G.F. Edmonstone 	1850,1851and1852
- 5. 	D.F. MacLeod 	1852.1853
- 6. 	G.C. Barnes 	1853,1854
- 7. 	M.P. Edgeworth 	1854
- 8. 	G. Campbell 	1855,1856
- 9. 	Major Edward Lake 	1855, 1856, 1857, 1858
- 10. 	G.C. Barnes 	1857
- 11. 	G. Campbell 	1857
- 12. 	Major Edward Lake 	1859
- 13. 	G.C. Barnes 	1860, 1861
- 14. 	Major E. Lake 	1861, 1862, 1863 i 1864
- 15. 	F.D. Forsyth 	1865, 1866 i 1867
- 16. 	Tt.Col. R. Young 	1868
- 17. 	Major E. Paske 	1869
- 18. 	Col. H.W.H. Coxe 	1869, 1870
- 19. 	Tt. Col. T.W. Mercer 	1871
- 20. 	A. Brandreth 	1872
- 21. 	Col. H.W.H. Coxe 	1872
- 22. 	Major C.S. Paske 	1872
- 23. 	P.S.Melvill 	1873, 1874, 1875
- 24. 	Col. H.W.H. Coxe 	1874, 1875
- 25. 	Major W.G. Davies 	1875
- 26. 	A. Brandreth 	1876,1877
- 27. 	Col. C.C. Minchin 	1878
- 28. 	D.G. Barkley 	1879
- 29. 	Col. W.G. Davies 	1879, 1880 i 1881, 1882
- 30. 	Col. G.G. Young 	1883, 1884, 1885, 1886, 1887, 1888
- 31. 	Col. W.G. Waterfield 	1883
- 32. 	W.M. Young 	1888
- 33. 	C.R. Hawkins 	1889
- 34. 	G. Smyth 	1890.1891
- 35. 	Tt.Col. J.B. Hatchinson 	1892
- 36. 	G. Smyth 	1893
- 37. 	D. I bbetsons 	1894
- 38. 	Tt.Col. C.F. Massy 	1894
- 39. 	G.M. Ogilvie 	1894
- 40. 	G. Smyth 	1894
- 41. 	Tt.Col. C.F. Massy 	1895
- 42. 	M.L. Dames 	1896
- 43. 	Tt.Col. C.F. Massy 	1896
- 44. 	T. Gordon Walker 	1897
- 45. 	Tt. Col. C.F. Massy 	1897
- 46. 	J.G. Silcock 	1898
- 47. 	A. Anderson 	1898-1902
- 48. 	H.A. Andorson 	1902,1903,1904,1905,1906
- 49. 	R.E. Younghusband 	1904
- 50. 	C.J. Hallifax 	11.4.1906 a 7.11.1906
- 51. 	H.S. P. Davies 	7.11.1906 a 30.4.1908
- 52. 	M.V. Fenton 	30.11.1908 a 2.7.1908
- 53. 	P.J. Fagan 	2.7.1908 a 28.10.1908
- 54. 	H.P.S. Davies 	28.10.1908 a 22.12.1910
- 55. 	R. Sykes 	22.10.1910 a 30.10.1911
- 56. 	P. J. Fagan 	30.6.1911 a 9.5.1913
- 57. 	Tt.Col. F. FonhamYoung 	9.5.1913 a 20.11.1913
- 58. 	P.J. Fagan 	30.6.1911 a 9.5.1913
- 59. 	T. Millar 	16.10.1914 a 20.10.1914
- 60. 	H.J. Maynard 	20.10.1914 a 11.12.1914
- 61. 	P.J. Fagan 	11.12.1914 a 7.1.1916
- 62. 	W.C. Renouf 	7.1.1916 a 8.5.1916
- 63. 	C.J. Hallifax 	8.5.1916 a 3.5.1918
- 64. 	C.A. Barron 	3.5.1918 a 5.11.1918
- 65. 	H.D. Watson 	5.11.1918 a 22.11.1918
- 66. 	Tt.Col. P.S.M. Burlton 	22.11.1918 a 27.11.1920
- 67. 	R.B.P andit Hari Kishan Kaul 	27.11.1920 a May1922
- 68. 	Tt. Col. J.C. Coldstream 	May 1922 a 19.6.1922
- 69. 	R.B. Pandit Hari Kishan Kaul 	19.6.1922 a 16.5.1923
- 70. 	C.A.H. Townsend 	16.5.1923 a 31.7.1923
- 71. 	R.B. Pandit Hari Kishan Kaul 	31.7.1923 a 1.11.1923
- 72. 	Tt.Col. J.C.Coldstream 	1.11.1923 a 13.11.1923
- 73. 	C.A.H. Townsend 	13.11.1923 a 23.4.1924
- 74. 	C.W. Jacob 	23.4.1924 a 18.6.1924
- 75. 	C.A.H. Townsend 	18.6.1924 a 27.6.1925
- 76. 	H.H. Jenkyns 	27.6.1925 a 7.7.1925
- 77. 	Col. A.J. O'Brain 	7.7.1925 a 5.12.1925
- 78. 	C.A.H. Townsend 	5.12.1925 a 25.3.1927
- 79. 	G. Worsley 	25.3.1927 a 5.4.1927
- 80. 	V. Connolly 	5.4.1927 a 24.11.1927
- 81. 	G. Worsley 	24.11.1927 a 23.12.1927
- 82. 	V. Connolly 	23.12.1927 a 29.10.1928
- 83. 	A. Langley 	29.10.1928 a 9.10.1930
- 84. 	J.A. Ferguson 	9.10.1930 a 22.6.1933
- 85. 	J.D. Penny 	22.6.1933 a 25.7.1933
- 86. 	Alan Mitchell 	25.7.1933 a 16.11.1933
- 87. 	J.A. Ferguson 	16.11.1933 a 7.5.1934
- 88. 	C.V. Salusbury 	7.5.1934 a 15.10.1934
- 89. 	E. Sheepshanks 	15.10.1934 a 30.4.1938
- 90. 	Amin-ud-din 	30.4.1938 a 14.5.1938
- 91. 	Ram Chandra 	14.5.1938 a 16.10.1938
- 92. 	E. Sheepshanks 	16.10.1938 a 1.10.1940
- 93. 	A.C. Macleod 	1.10.1940 a 15.11.1945
- 94. 	C.N. Chandra 	15.11.1945 a 3.2.1947
- 95. 	I.E. Jones 	3.2.1947 a 5.8.1947
- 96. 	J.M. Shrinagesh 	5.8.1947 a 14.8.1947
- 97. 	J.M. Shrinagesh 	15.8.1947 a 24.8.1949
- 98. 	M.R. Sachdev 	25.8.49 a 25.9.49
- 99. 	J.M. Shrinagesh 	26.9.49 a 7.5.1951
- 100. 	A.L. Fletcher 	8.5.1951 a 25.11.1954
- 101. 	S. Vohra 	26.11.1954 a 25.1.1955
- 102. 	Nakul Sain 	26.1.1955 a 31.12.1955
- 103. 	Gian Singh Kahlon 	1.1.1956 a 14.4.1956
- 104. 	Sarup Krishan 	15.4.1956 a 31.5.1957
- 105. 	Gian Singh Kahlon 	1.6.1956 a 5.6.1957
- 106. 	N.N. Kashyap 	6.6.57 a 14.9.1957
- 107. 	Gian Singh Kahlon 	15.9.1957 a 18.11.1957
- 108. 	K.L. Budhiraja 	19.11.1857 a 16.1.1958
- 109. 	Gian Singh Kahlon 	17.1.1958 a 12.6.1958
- 110. 	R.S. Randhawa 	13.6.1958 a 25.6.1962
- 111. 	R.S. Kang 	26.6.1962 a 2.12.1962
- 112. 	N.K. Mukerji 	3.12.1962 a 31.8.1963
- 113. 	K.S. Kang 	1.9.1963 a 3.12.1964
- 114. 	H.B. Lal 	4.12.1964 a 21.5.1965
- 115. 	K.S. Kang 	22.5.1965 a 4.8.1965
- 116. 	H.B. Lal 	5.8.1965 a 14.12.1966
- 117. 	C.D. Kapur 	15.12.1966 a 18.9.1968
- 118. 	Prit Mohinder Singh 	19.8.1968 a 24.6.1969
- 119. 	Kuldip Singh Narang 	25.6.1969 a 22.4.1971
- 120. 	Surinder Singh Bedi 	23.4.1971 a 31.1.1975
- 121. 	B.B. Mahajan 	9.4.1975 a 12.7.1976
- 122. 	K.S. Bains 	14.7.1876 a 23.8.1976
- 123. 	J.P. Gupta 	26.8.1976 a 22.4.1977
- 124. 	J.D. Khanna 	22.4.1977 a 31.7.1979
- 125. 	Sada Nand 	31.7.1979 a 21.8.1980
- 126. 	A.C. Sen 	29.8.1980 a 19.3.1984
- 127. 	Dinesh Chandra 	19.3.1984 a 18.8.1986
- 128. 	K.S. Janjua 	20.10.1986 a 26.6.1989
- 129. 	N.K.Arora 	26.6.1989 a 30.4.1992
- 130. 	R.P.S. Pawar 	15.6.1992 a 28.11.1995
- 131. 	B.K. Srivastva 	28.11.1995 a 20.06.2000
- 132. 	Smt. Geetika Kalha 	20.06.2000 a 16.07.2001
- 133. 	Satish Chandra 	16.07.2001 a 10.04.2002
- 134. 	R.S. Sandhu 	10.04.2002 a 23.09.2003
- 135. 	Dr. Swaran Singh 	23-09-2003 to 29-08-2007
- 136. 	S.R. Ladhar 	29-08-2007 -